# Musée de Grenoble
Das Museum in Grenoble ist das Museum für die Schönen Künste, Moderne Kunst und Ägyptologie in der Stadt Grenoble, Isère, in Frankreich.
Das Museum wurde im Jahre 1798 eröffnet und 1870 in ein Gebäude am Place de Verdun verlagert. Schließlich erhielt es 1994 sein Domizil in einem 18.270 m² großen Areal an der Place de Lavalette in der Nähe des Parc Albert Michallon.
Im Park sind zahlreiche moderne Skulpturen zu sehen.

## Sammlungen
Die Sammlungen des Museums umfassen vorrangig europäische Kunst von der Renaissance bis zur Gegenwart. Dabei stammen die meisten Werke von Künstlern, die in Frankreich gearbeitet haben. Für das 17. Jahrhundert sind dies etwa Georges de la Tour, Simon Vouet oder Claude Lorrain.  Das Museum verfügt über eine Sammlung von vier Gemälden von Francisco de Zurbarán.
Beginnend mit der klassischen Moderne sind auch zahlreiche Werke nicht-französischer Künstler vertreten und bei der Kunst seit den 1960er Jahren auch amerikanische Künstler. Herausragend ist eine umfangreiche Werkgruppe von Henri Matisse, darunter Interieur aux aubergines (1911), eines seiner wegweisenden, großformatigen Interieur-Bilder.

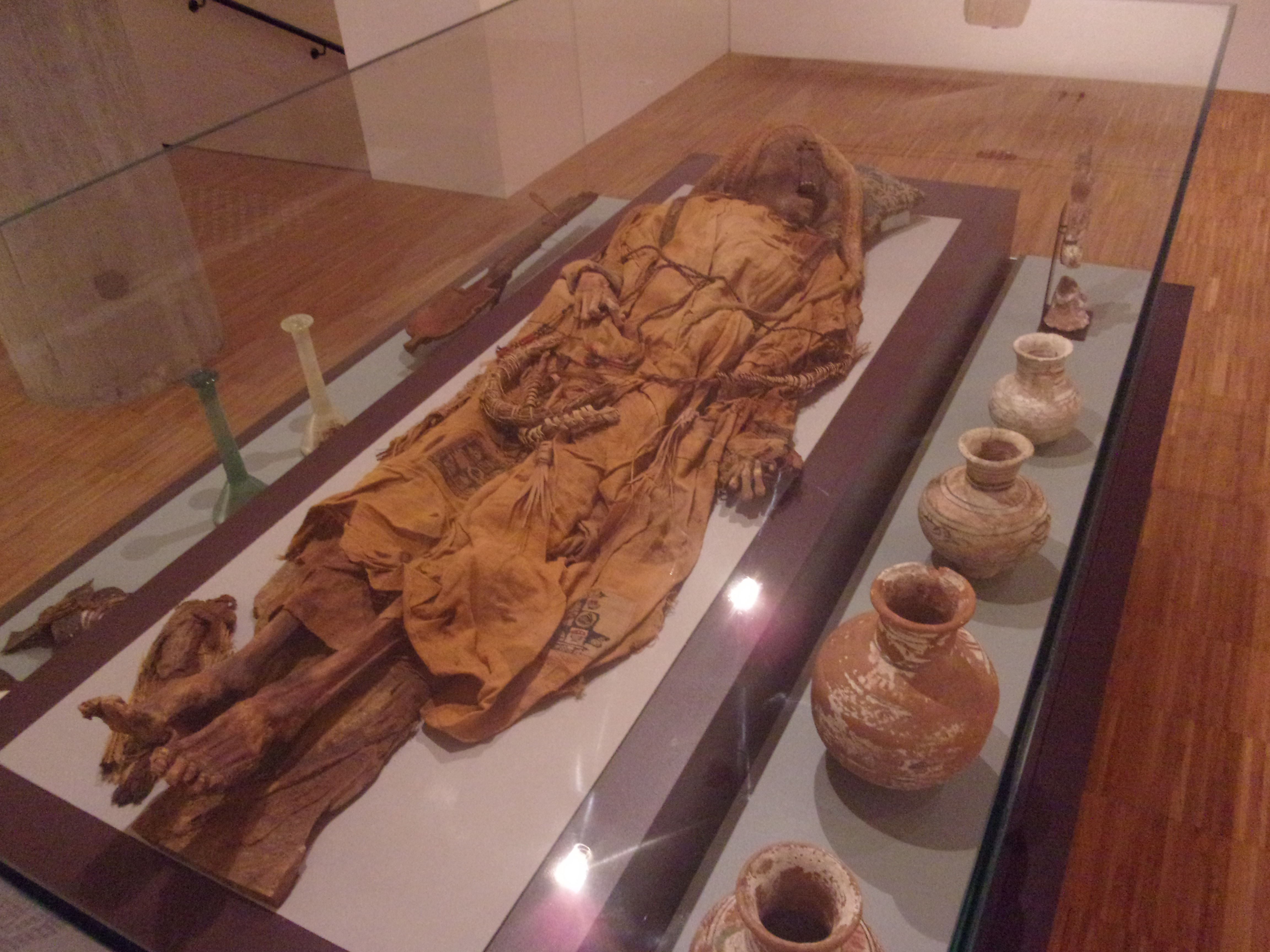
Prophetin von Antinoupolis (Ägyptologie)
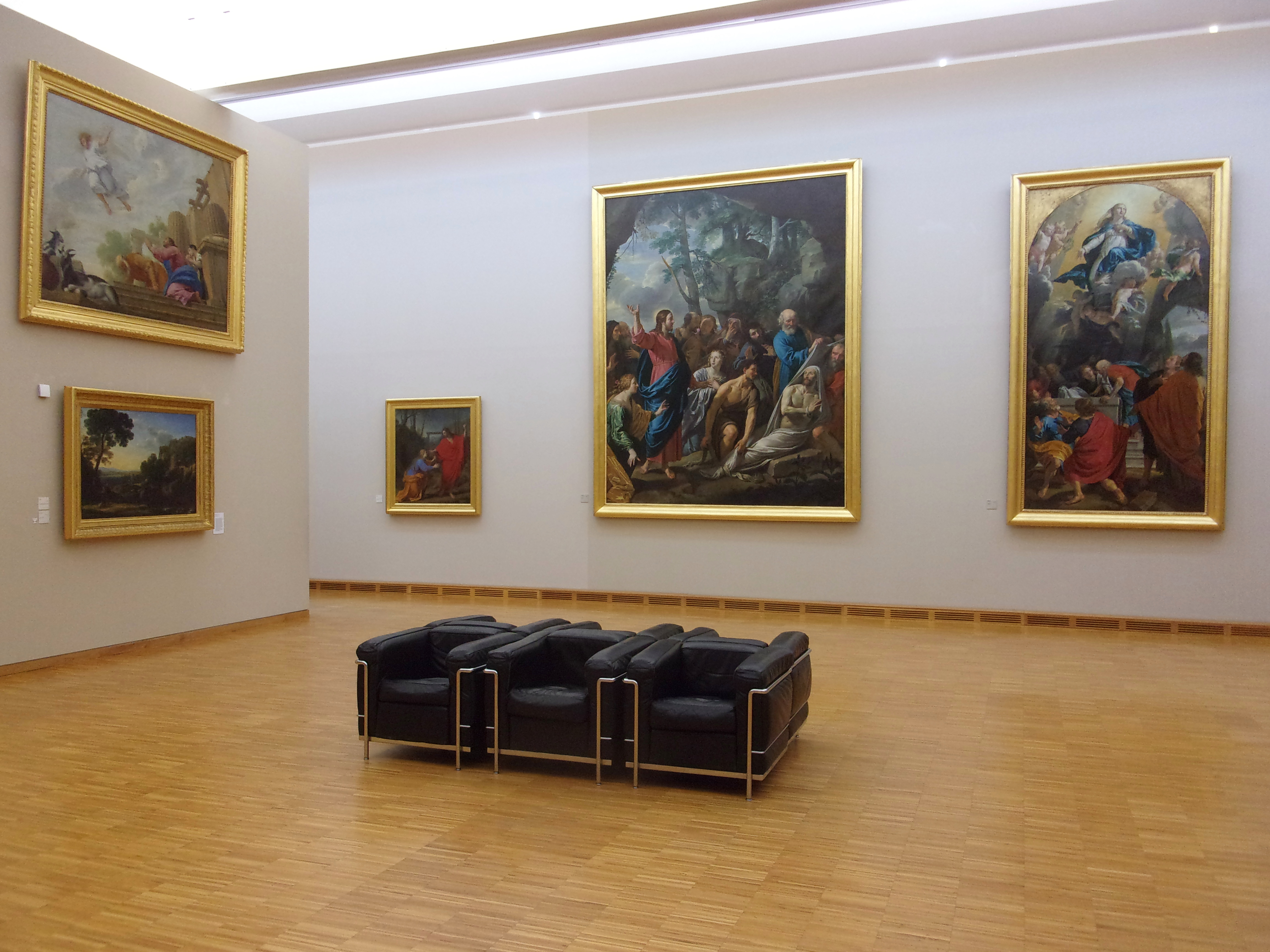
Raum Nr. 8 (18. Jahrhundert)
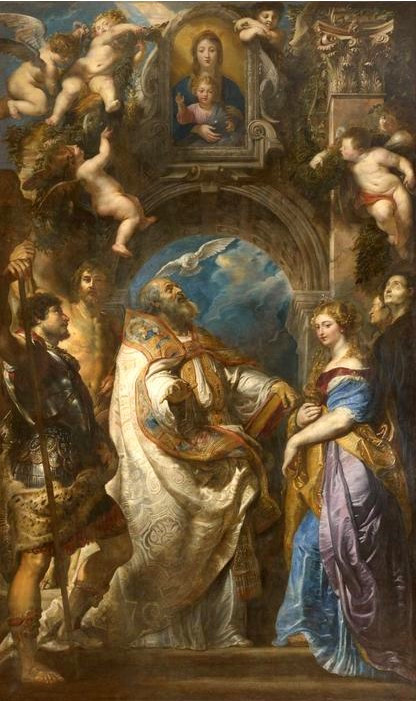
Rubens, Saint Grégoire pape, entouré de saints et de saintes
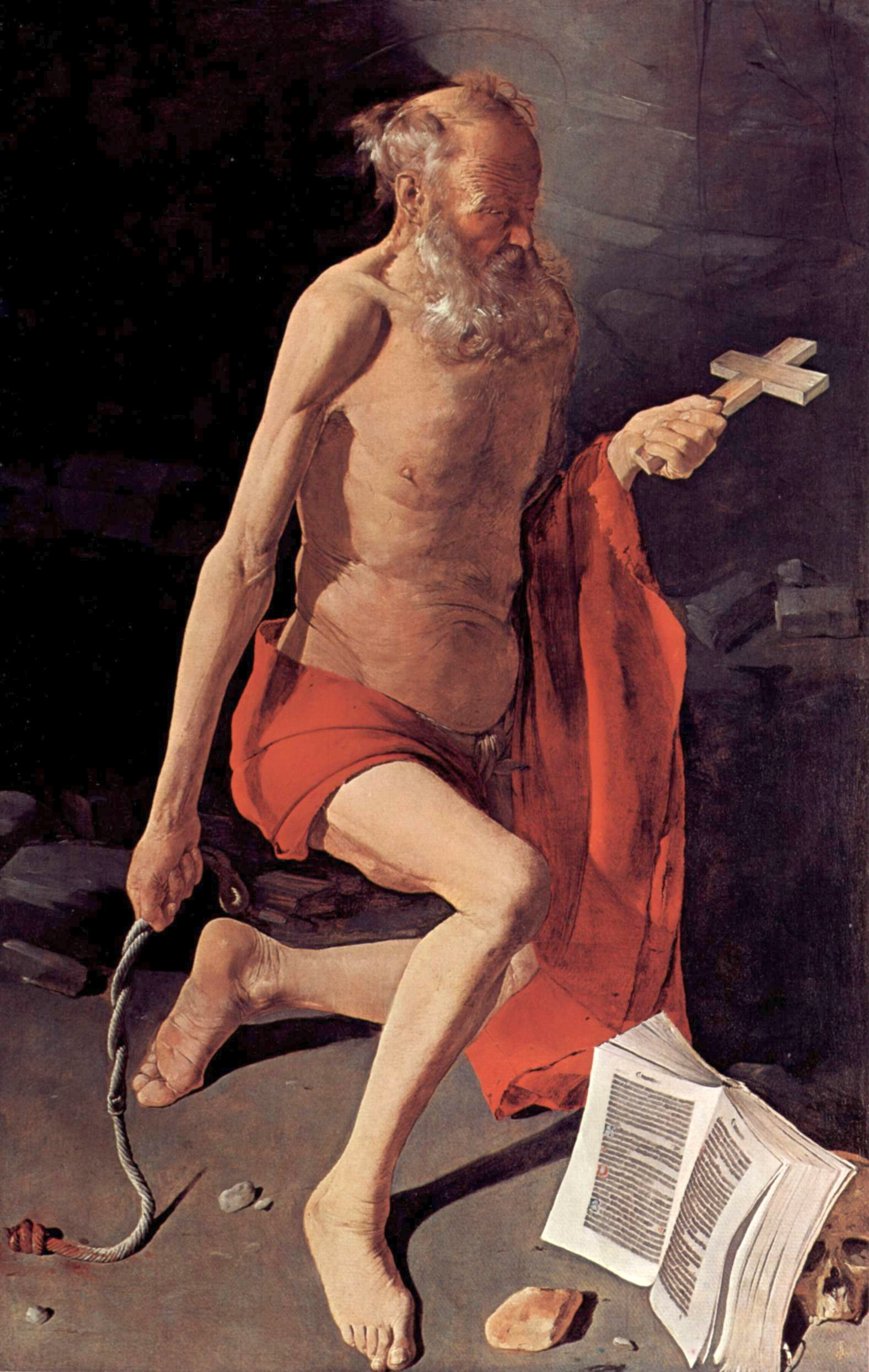
Georges de la Tour, Der büßende Hl. Hieronymus
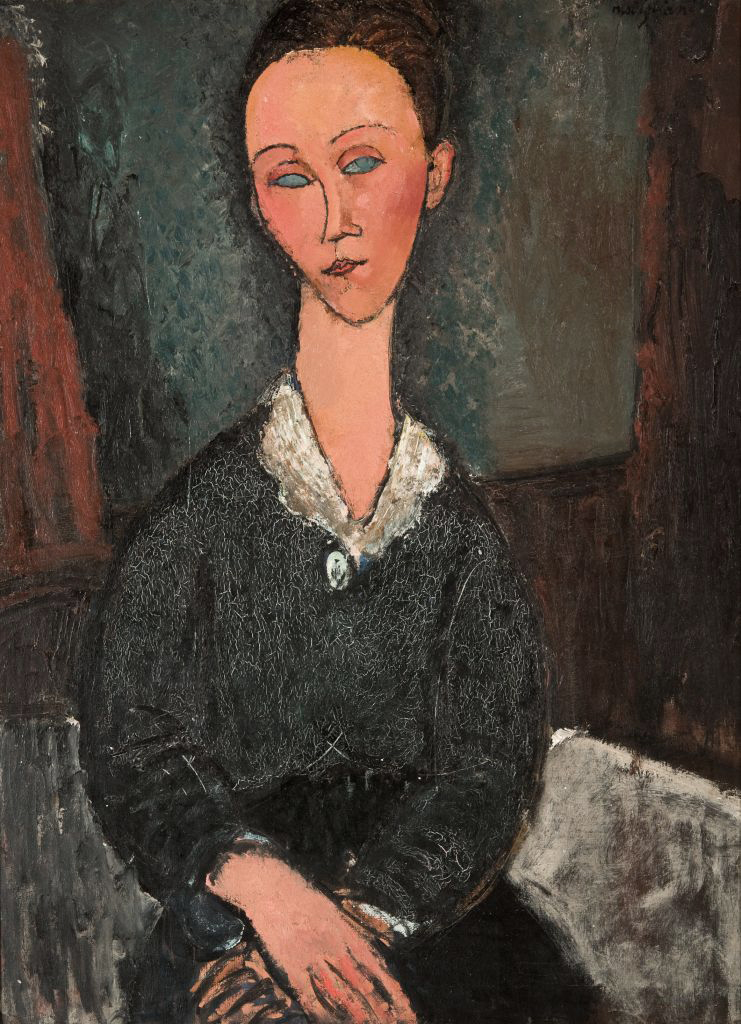
Amedeo Modigliani, Portrait de femme au col blanc
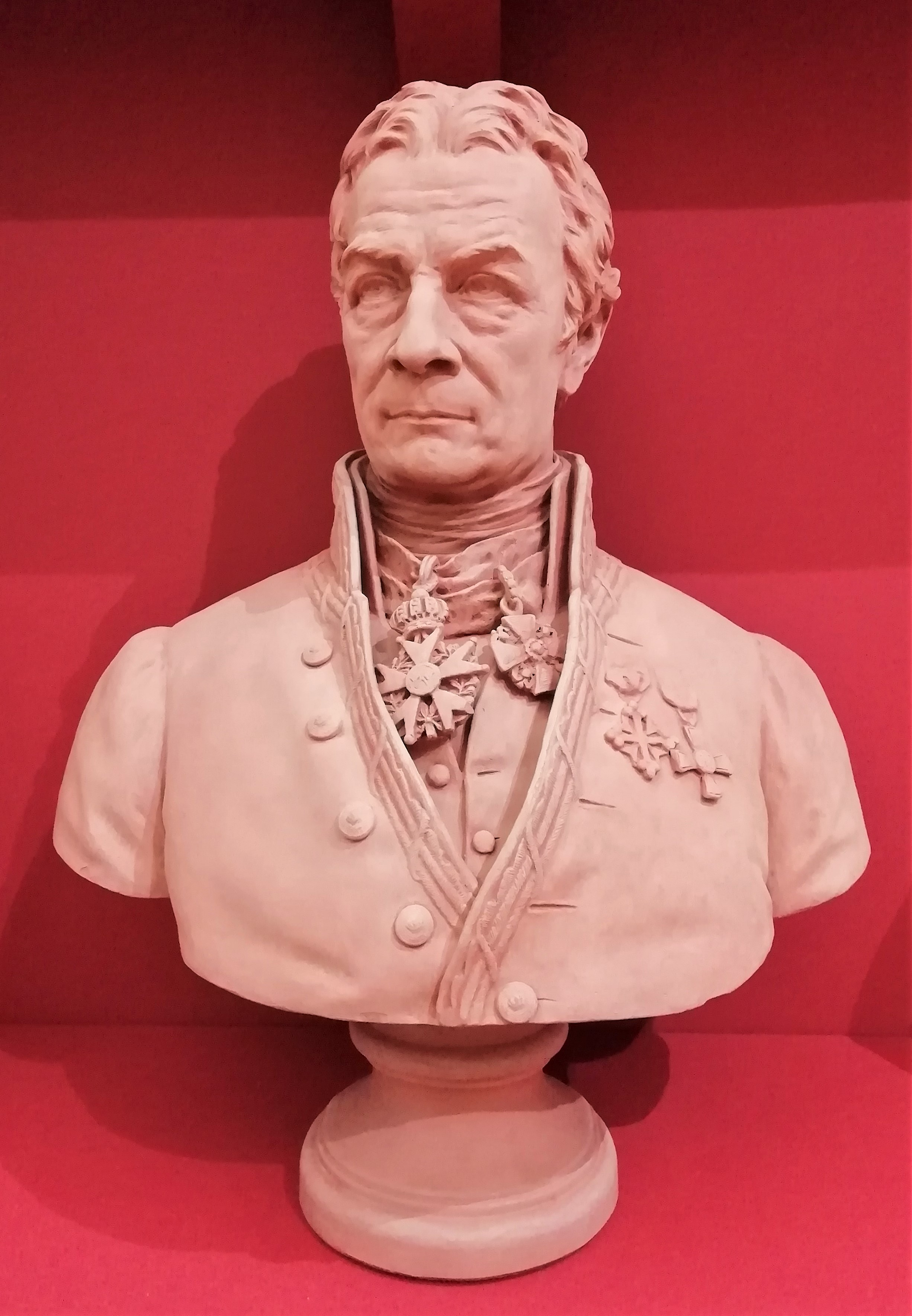
Büste von Louis Vicat, von Aimé Charles Irvoy, 1883
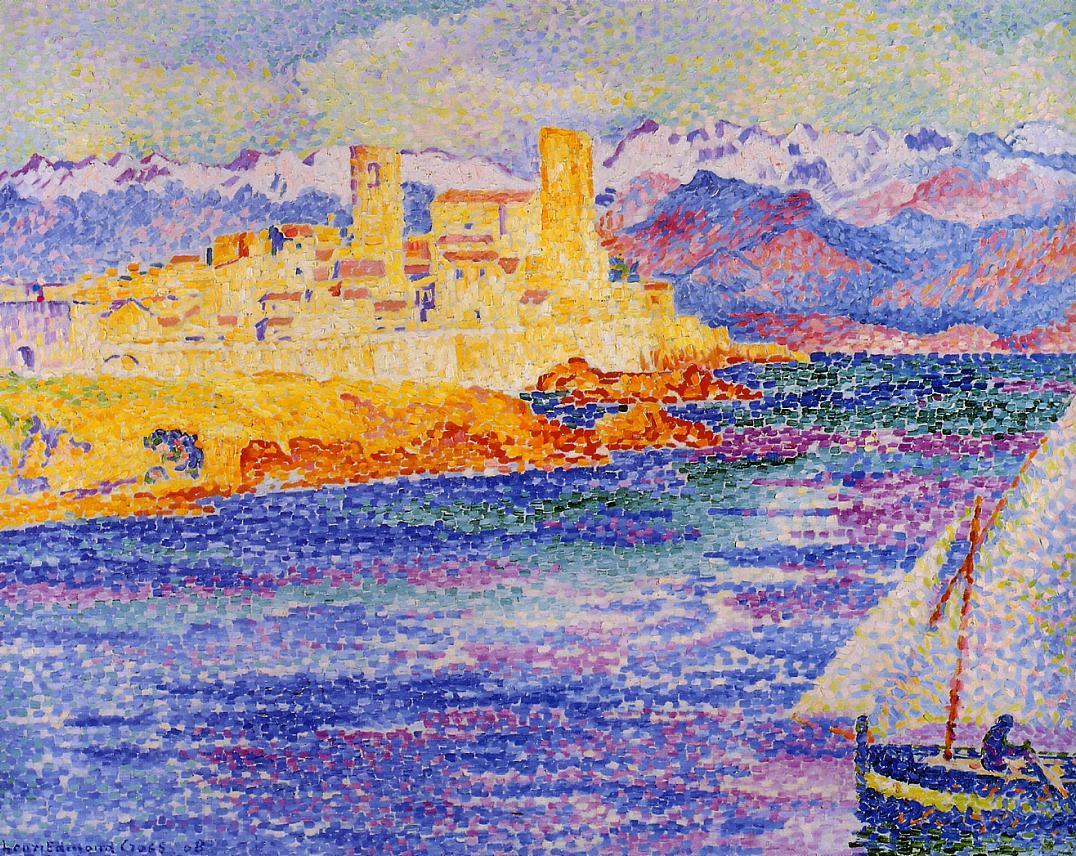
Henri Edmond Cross, Antibes